# Itame vremotum
Itame vremotum là một loài bướm đêm trong họ Geometridae.